# Смоллвуд-Кук, Кэти
Кэти Кук (девичья фамилия Смоллвуд) (англ. Kathryn Jane «Kathy» Smallwood-Cook; род. 3 мая 1960, Уинчестер) — британская легкоатлетка (бег на короткие дистанции, эстафетный бег), призёр чемпионатов и Кубков Европы и мира, победительница и призёр Игр Содружества, бронзовый призёр двух Олимпиад.

## Карьера
На летней Олимпиаде 1980 года в Москве Кук выступала в беге на 100 метров, 200 метров и эстафете 4×100 метров. В первой дисциплине Кук была 6-й, во второй заняла 5-е место. В эстафете команда Великобритании (Кук, Хизер Хант, Беверли Годдард, Соня Ланнамен) завоевала олимпийскую бронзу (42,43 с), пропустив вперёд сборные ГДР (41,60 с — мировой рекорд) и СССР (42,10 с).
На следующей Олимпиаде в Лос-Анджелесе Кук представляла Британию в беге на 200, 400 метров и эстафете 4×100 метров. В первой дисциплине Кук стала 4-й. В беге на 400 метров она заняла 3-е место (49,42 с), уступив американкам Валери Бриско-Хукс (48,83 с) и Чандре Чизборо (49,05 с). В эстафете сборная Великобритании (Хизер Хант, Беверли Годдард, Симона Джекобс, Кэтрин Смоллвуд) снова завоевала бронзовые медали, на этот раз уступив сборным США и Канады.

## Семья
Супруга британского бегуна на короткие дистанции, серебряного призёра летней Олимпиады 1984 года в Лос-Анджелесе Гарри Кука.